# Estación Chikanaga

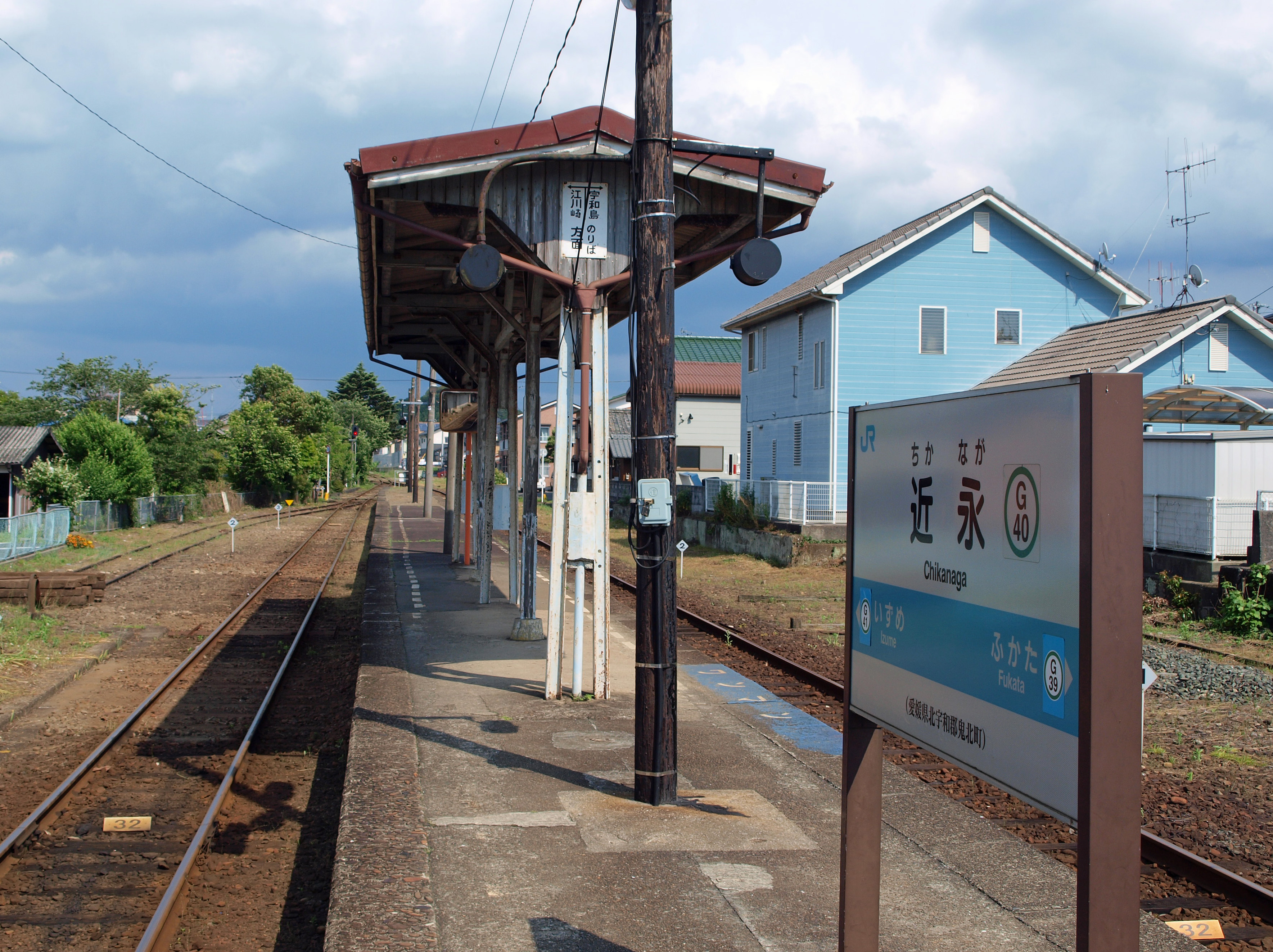
Andenes de la estación Chikanaga

La Estación Chikanaga (近永駅 Chikanaga-eki?) es una estación de la Línea Yodo (予土線 Yodo-sen?) de la Japan Railways que se encuentra en el distrito Chikanaga (近永?) del Pueblo de Kihoku del Distrito de Kitauwa de la Prefectura de Ehime. El código de estación es el "G40".

## Características
Hay servicios que parten de la Ciudad de Uwajima y finalizan en esta estación. Se encuentra en el centro urbano de lo que fue el Pueblo de Hiromi, en la actualidad parte del Pueblo de Kihoku.

## Estación de pasajeros
Cuenta con una única plataforma, con vías a ambos lados. La plataforma cuenta con dos andenes (Andenes 1 y 2). 
La venta de pasajes está terciarizada.

### Andenes
| 1 | ● Línea Yodo | Hacia Matsuno |
| 1 | ● Línea Yodo | Hacia Uwajima |
| 2 | ● Línea Yodo | Hacia Matsuno |
| 2 | ● Línea Yodo | Hacia Uwajima |

## Historia
- 1914: el 8 de octubre es inaugurada como una de las estaciones cabeceras del Ferrocarril Uwajima (宇和島鉄道 Uwajima-tetsudō?).
- 1923: el 12 de diciembre se inaugura la Estación Yoshinobu, por lo que deja de ser una estación cabecera.
- 1933: el 1° de agosto pasa a ser una estación de Ferrocarriles Nacionales de Japón (日本国有鉄道 Nihon Kokuyū Tetsudō?) debido a la estatización del Ferrocarril Uwajima.
- 1987: el 1° de abril pasa a ser una estación de la división Ferrocarriles de Pasajeros de Shikoku de la Japan Railways.

## Estación anterior y posterior
- Línea Yodo 
  - Estación Fukata (G41)  <<  Estación Chikanaga (G40)  >>  Estación Izume (G39)